# Campoli Appennino
Campoli Appennino (Campr in dialetto locale) è un comune italiano di 1 600 abitanti della provincia di Frosinone posto al confine tra le regioni del Lazio e dell'Abruzzo. Situato nella Valle di Comino all'interno del Parco nazionale d'Abruzzo, Lazio e Molise

## Geografia fisica

### Territorio
Il paese è disposto a semicerchio sul margine nord di una grande dolina ellittica detta il Tomolo, a 650 m s.l.m. Il territorio, che si estende tra la valle del Liri e la valle di Comino, collinare in prossimità del paese, si innalza in direzione del confine con l'Abruzzo, sotto le pendici del Monte La Rocca (1.925 m).
Nel territorio comunale, e sotto il paese, scorre il Lacerno, che fa parte del bacino idrico del Garigliano.

### Clima
- Classificazione climatica: zona E, 2374 GR/G

## Storia
Il nome di Campoli deriva evidentemente dal toponimo campora, con cui si indicavano i terreni coltivabili in quota, fra le valli montane.
Nel medioevo, quando si formò il ricco latifondo dei d'Aquino, Landolfo I D'Aquino, primo signore del Castello Cantelmo, fu colui cui spettarono le terre di Albitum, Campoli, Settefrati e parte di Aquino..
Tra la fine del XIV secolo e l'inizio del XVI secolo Campoli Appennino seguì la sorte della Contea di Alvito, cui apparteneva. La Contea fu un feudo del Regno di Napoli, nel giustizierato di Terra di Lavoro, che interessò il territorio di alcuni comuni della Valle di Comino, tra i quali Campoli Appennino.

## Monumenti e luoghi d'interesse

### Architetture religiose
- Chiesa di Sant'Andrea Apostolo, di impianto medievale, fu ristrutturata secondo il gusto Barocco nel XVII secolo.
- Chiesa di San Pancrazio Martire, costruita nel 1594.

### Architetture militari
- Torre medievale alta 25 metri: la principale attrazione del paese.
- Cinta muraria

### Siti archeologici
- Acquedotto di Nerone, in località Largo dell'Acqua[7]

### Aree naturali
- Parco nazionale d'Abruzzo, Lazio e Molise
- Il vallone Lacerno
- L'Area Faunistica dell'orso bruno Marsicano è un progetto co-realizzato dall'amministrazione Comunale e dal PNALM[8], inaugurato e promosso in un servizio del TG5[9] il 18 settembre 2010. All'interno della grande dolina carsica, un'area estesa di oltre quindici ettari di terreno, sono attualmente ospitati cinque orsi in stato di semi-libertà, che possono muoversi senza impedimenti in un ambiente simile a quello naturale. L'area è protetta da una recinzione pedonale, ove è possibile accedere per approfondire la conoscenza dell'orso bruno dell'Appennino centrale (Ursus arctos marsicanus). Nel 2017 è stato inaugurato e aperto al pubblico un nuovo Centro Orso, un punto informazioni situato in via Gulielmo Marconi a Campoli Appennino, all’interno del quale è possibile approfondire la conoscenza dell’animale grazie ad un allestimento multidisciplinare e multimediale.

## Società

### Evoluzione demografica
Abitanti censiti

### Tradizioni e folclore
- Festa di San Pancrazio, protettore di Campoli Appennino, il 12 maggio.
- Festa della Madonna Addolorata e di San Gaspare Del Bufalo, il primo weekend di settembre.
- Festa di Sant' Andrea Apostolo, patrono di Campoli Appennino, al quale è intitolata la chiesa principale, il 30 novembre.
- Corsa dell'Orso, gara podistica di 10 km che si svolge ogni anno nel mese di agosto.
- Fiera nazionale del tartufo bianco e nero di Campoli Appennino, nel secondo e terzo weekend di novembre.

### Religione
La popolazione professa per la maggior parte la religione cattolica nell'ambito della diocesi di Sora-Cassino-Aquino-Pontecorvo.

## Cultura

### Cucina
Campoli Appennino è noto principalmente per il suo tartufo, riconosciuto tra i prodotti agroalimentari tradizionali laziali.

## Economia
Di seguito la tabella storica elaborata dall'Istat a tema Unità locali, intesa come numero di imprese attive, ed addetti, intesi come numero di addetti delle imprese locali attive (valori medi annui).
|                   | 2015                  |                              |                            |                |                       |                     | 2014                  |                | 2013                  |                |
| ----------------- | --------------------- | ---------------------------- | -------------------------- | -------------- | --------------------- | ------------------- | --------------------- | -------------- | --------------------- | -------------- |
|                   | Numero imprese attive | % Provinciale Imprese attive | % Regionale Imprese attive | Numero addetti | % Provinciale Addetti | % Regionale Addetti | Numero imprese attive | Numero addetti | Numero imprese attive | Numero addetti |
| Campoli Appennino | 71                    | 0,21%                        | 0,02%                      | 124            | 0,12%                 | 0,01%               | 77                    | 124            | 72                    | 119            |
| Frosinone         | 33.605                |                              | 7,38%                      | 106.578        |                       | 6,92%               | 34.015                | 107.546        | 35.081                | 111.529        |
| Lazio             | 455.591               |                              |                            | 1.539.359      |                       |                     | 457.686               | 1.510.459      | 464.094               | 1.525.471      |

Nel 2015 le 71 imprese operanti nel territorio comunale, che rappresentavano lo 0,21% del totale provinciale (33.605 imprese attive), hanno occupato 124 addetti, lo 0,12% del dato provinciale; in media, ogni impresa nel 2015 ha occupato poco meno di due addetti (1,75).

## Infrastrutture e trasporti

### Strade
Campoli Appennino tramite la Strada statale 666 di Sora è collegata a Sora e a San Donato Val di Comino.

## Amministrazione

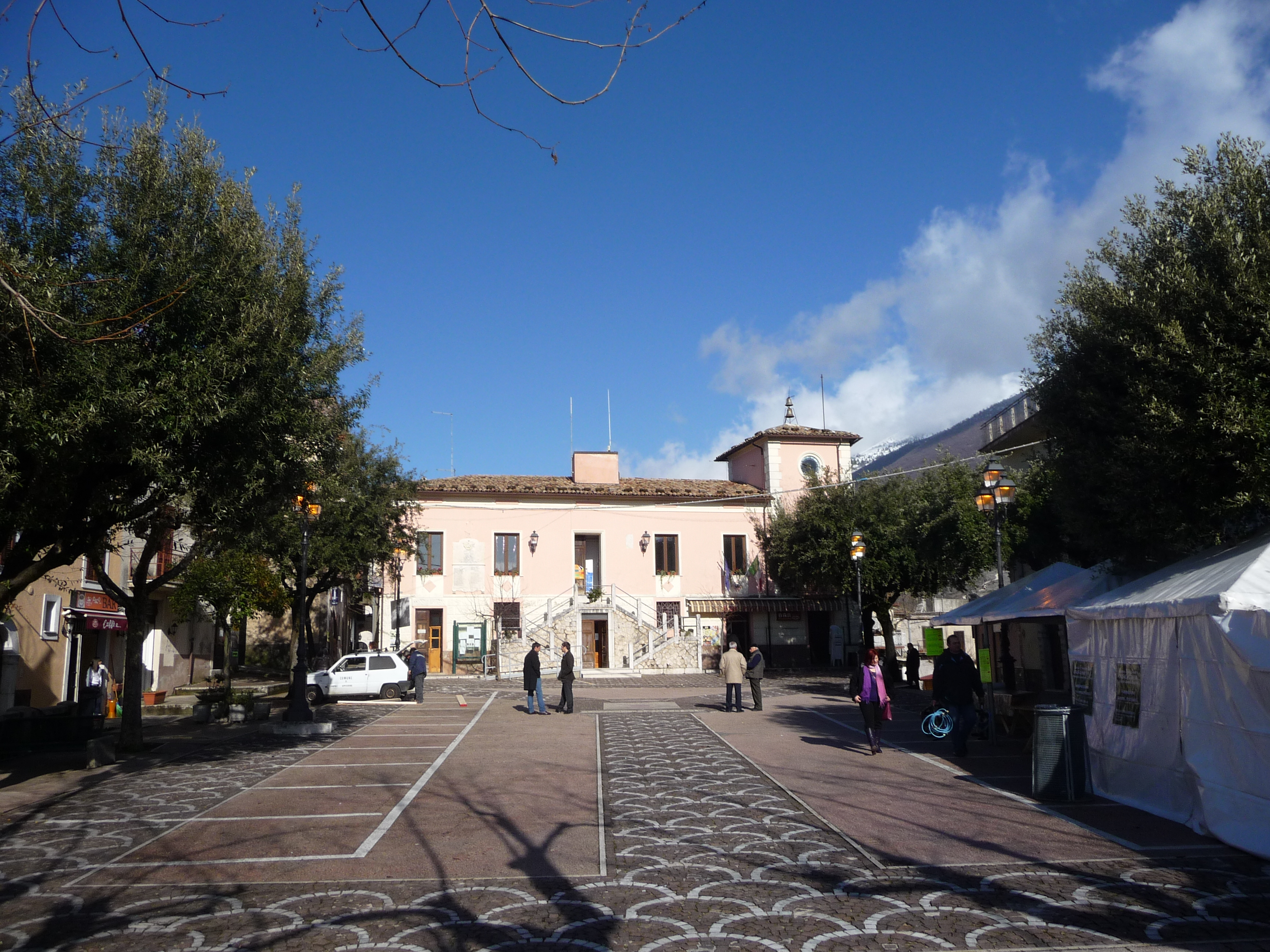
Municipio

Sino al regio decreto del 26 luglio 1863 n. 1425 era chiamato soltanto Càmpoli. Successivamente, nel 1927, a seguito del riordino delle circoscrizioni provinciali stabilito dal regio decreto n. 1 del 2 gennaio 1927, per volontà del governo fascista, quando venne istituita la provincia di Frosinone, Campoli Appennino passò dalla provincia di Terra di Lavoro a quella di Frosinone.

### Altre informazioni amministrative
- Fa parte della Comunità montana Valle di Comino,
- del Parco nazionale d'Abruzzo, Lazio e Molise,
- dell'Unione dei comuni del Lacerno e del Fibreno
- del Consorzio di bonifica Conca di Sora.

## Sport

### Calcio
La principale squadra di calcio della città è la Polisportiva Campoli Appennino che milita nel girone A frusinate di 3ª Categoria.